# Chamsen Kangri
Der Chamsen Kangri (oder Chamshen Kangri) ist ein 7017 m hoher Berg im Saser Muztagh, einem Gebirgsmassiv im indischen Teil des Karakorum.
Der Chamsen Kangri befindet sich auf der Nordseite des Nördlichen Shukpa-Kunchang-Gletschers. Gegenüber, 4,66 km südsüdwestlich, erhebt sich der Saser Kangri III. Der Saser Kangri I liegt 4,87 km westsüdwestlich des Chamsen Kangri.

## Besteigungsgeschichte
Die Erstbesteigung des Chamsen Kangri gelang am 21. August 2013 einer indischen Expedition (Divyesh Muni, Vineeta Muni, Susan Jensen, Victor Saunders, Samgyal Sherpa, Mingma Sherpa, Ang Dorji, Chedar Sherpa, Dawa Sherpa und Karma Sherpa) über den Westgrat.